# هاري جاي وايلد
هاري جاي وايلد (بالإنجليزية: Harry J. Wild)‏ هو مصور سينمائي أمريكي، ولد في 5 يوليو 1901 في نيويورك في الولايات المتحدة، وتوفي في 24 فبراير 1961 في لوس أنجلوس في الولايات المتحدة.

## وصلات خارجية
- هاري جاي وايلد على موقع IMDb (الإنجليزية)
- هاري جاي وايلد على موقع ألو سيني (الفرنسية)
- هاري جاي وايلد على موقع أول موفي (الإنجليزية)
- هاري جاي وايلد على موقع قاعدة بيانات الأفلام السويدية (السويدية)
- هاري جاي وايلد على موقع قاعدة بيانات الفيلم (الإنجليزية)
- هاري جاي وايلد على موقع كينوبويسك (الروسية)